# Exorista sumatrensis
Exorista sumatrensis är en tvåvingeart som först beskrevs av Townsend 1927.  Exorista sumatrensis ingår i släktet Exorista och familjen parasitflugor. Inga underarter finns listade i Catalogue of Life.